# Aigre
Aigre je naselje in občina v zahodnem francoskem departmaju Charente regije Poitou-Charentes. Leta 2006 je naselje imelo 1.111 prebivalcev.

## Geografija
Kraj se nahaja v pokrajini Angoumois ob reki Aume, 41 km severozahodno od središča departmaja Angoulêma.

## Uprava
Aigre je sedež istoimenskega kantona, v katerega so poleg njegove vključene še občine Barbezières, Bessé, Charmé, Ébréon, Fouqueure, Les Gours, Ligné, Lupsault, Oradour, Ranville-Breuillaud, Saint-Fraigne, Tusson, Verdille in Villejésus s 4.908 prebivalci.
Kanton Aigre je sestavni del okrožja Confolens.

## Zanimivosti
- župnijska cerkev sv. Petra, prvotno iz leta 1620, prenovljena v letih 1874-77;

## Pobratena mesta
- Fahrenkrug (Schleswig-Holstein, Nemčija).